# Jonathan Janz
Jonathan Janz, een pseudoniem van Craig Shaeffer (Monticello (Indiana)), is een Amerikaans auteur van horrorverhalen. Hij publiceerde zijn eerste roman The Sorrows in 2012 bij uitgeverij Samhain in Cincinnati, en deze werd door collega-auteur Brian Keene de beste griezelroman van 2012 genoemd. Het vervolg Castle of Sorrows verscheen in juli 2014.
Janz is getrouwd met Monica Maksymovitch Shaeffer, en heeft een zoon en twee dochters.

### Romans
- The Sorrows (2012)
- House of Skin (2012)
- Savage species (2013) (oorspronkelijk een feuilleton in vijf delen)
- The darkest lullaby (2013)
- Dust devils (2014)
- Castle of Sorrows (2014)
- The nightmare girl (2015)
- Wolf land" (2015)
- Children of the dark (2016)
- Exorcist falls (2017) bevat de novelle Exorcist Road

### Novelles
- Witching Hour Theatre (2005)
- Old Order (2010)
- The Clearing of Travis Coble (2013)
- Exorcist Road (2014)
- A southern evening (2016)